# Dragon Ball Daima
Dragon Ball Daima (ドラゴンボールDAIMA Doragon Bōru Daima?) es una serie de anime japonesa, precuela de Dragon Ball Super y secuela de Dragon Ball Z, la cual se estrenó en Japón el 11 de octubre de 2024. La serie consta de 20 episodios y su capítulo final se emitió el 28 de febrero de 2025.
Fue desarrollada por Toei Animation y Shueisha, quienes se basan en los conceptos de historia y personajes creados por el autor original, Akira Toriyama.

## Sinopsis
La trama ocurre después de haber derrotado a Kid Buu y antes de la llegada del Dios de la Destrucción Bills, donde Goku y sus amigos tendrán que enfrentarse a un nuevo reto, tras ser convertidos en niños por una conspiración misteriosa. Con el propósito de solucionar este problema deciden explorar un territorio desconocido, el Reino Demoníaco.

## Historia

### Producción
Según Akio Iyoku, presidente de Capsule Corporation Tokyo —empresa fundada en 2023 por Iyoku en asociación con Akira Toriyama, a fin de gestionar la producción general de su obra—, la concepción de Dragon Ball Daima se originó en 2018. Se distingue de las entregas anteriores por la mayor implicación de Toriyama en la creación de personajes nuevos y la búsqueda de una calidad de animación mejorada.
Toriyama explicó que el término «Daima» es un neologismo que puede entenderse como «Gran Mal» o «Demoniaco» en kanji.

### Anuncio oficial
El proyecto animado originalmente se conocía bajo el nombre de "Dragon Ball Magic".
Durante un panel en la Comic-Con de Nueva York 2023, se hizo el anuncio oficial de la nueva serie de Dragon Ball, conmemorando el cuadragésimo aniversario de la franquicia. Titulada «Dragon Ball Daima», se programó para estrenarse en otoño de 2024. El anuncio incluyó un breve adelanto y un mensaje de Akira Toriyama. La decisión de presentar la serie por primera vez en Nueva York en lugar de Japón fue justificada por Toei Animation como parte de su estrategia para resaltar la expansión global de Dragon Ball.

### Promoción
En enero de 2024 se presentó un nuevo teaser del anime, junto con los diseños de personajes ilustrados por Toriyama.

## Episodios
| Temp. | Temp. | Saga  | Episodios | Inicio                | Final                 |
| ----- | ----- | ----- | --------- | --------------------- | --------------------- |
|       | 1     | Daima | 20        | 11 de octubre de 2024 | 28 de febrero de 2025 |

| N.° | Título                                     | Dirigido por | Escrito por   | Guionizado por    | Fecha de emisión original | IMDb rating |
| --- | ------------------------------------------ | ------------ | ------------- | ----------------- | ------------------------- | ----------- |
| 1   | La conspiración (インボウ Inbō)            | Aya Komaki   | Yūko Kakihara | Yoshitaka Yashima | 11 de octubre de 2024     | 8.2         |
| 2   | Glorio (グロリオ, Gurorio)                 | Aya Komaki   | Yūko Kakihara | Yoshitaka Yashima | 18 de octubre de 2024     | 7.7         |
| 3   | Daima (ダイマ, Daima)                      | Aya Komaki   | Yūko Kakihara | Yoshitaka Yashima | 25 de octubre de 2024     | 7.4         |
| 4   | Conversadores (オシャベリ, Oshaberi)       | Aya Komaki   | Yūko Kakihara | Yoshitaka Yashima | 1 de noviembre de 2024    | 7.6         |
| 5   | Panzy (パンジ, Panji)                      | Aya Komaki   | Yūko Kakihara | Yoshitaka Yashima | 8 de noviembre de 2024    | 7.8         |
| 6   | Relámpago (イナヅマ, Inazuma)              | Aya Komaki   | Yūko Kakihara | Yoshitaka Yashima | 15 de noviembre de 2024   | 8.2         |
| 7   | Collar (クビワ, Kubiwa)                    | Aya Komaki   | Yūko Kakihara | Yoshitaka Yashima | 22 de noviembre de 2024   | 7.5         |
| 8   | Tamagami (タマガミ, Tamagami)              | Aya Komaki   | Yūko Kakihara | Yoshitaka Yashima | 29 de noviembre de 2024   | 8.0         |
| 9   | Ladrones (泥棒, Dorobō)                    | Aya Komaki   | Yūko Kakihara | Yoshitaka Yashima | 6 de diciembre de 2024    | 7.6         |
| 10  | Océano (ウナバラ, Unabara)                 | Aya Komaki   | Yūko Kakihara | Yoshitaka Yashima | 13 de diciembre de 2024   | 7.8         |
| 11  | Legendario (デンセツ, Densetsu)            | Aya Komaki   | Yūko Kakihara | Yoshitaka Yashima | 20 de diciembre de 2024   | 8.1         |
| 12  | Verdadera Fuerza (ソコヂカラ, Sokodjikara) | Aya Komaki   | Yūko Kakihara | Yoshitaka Yashima | 27 de diciembre de 2024   | 9.1         |
| 13  | Sorpresa (サプライズ, Sapuraizu)           | Aya Komaki   | Yūko Kakihara | Yoshitaka Yashima | 10 de enero de 2025       | 7.0         |
| 14  | Tabú (タブー, Tabū)                        | Aya Komaki   | Yūko Kakihara | Yoshitaka Yashima | 17 de enero de 2025       | 7.2         |
| 15  | Tercer Ojo (サードアイ, Sādoai)            | Aya Komaki   | Yūko Kakihara | Yoshitaka Yashima | 24 de enero de 2025       | 7.3         |
| 16  | Degesu (デゲス, Degesu)                    | Aya Komaki   | Yūko Kakihara | Yoshitaka Yashima | 31 de enero de 2025       | 7.5         |
| 17  | Gomah (ゴマー, Gomā)                       | Aya Komaki   | Yūko Kakihara | Yoshitaka Yashima | 7 de febrero de 2025      | 9.0         |
| 18  | Despertar (メザメ, Mezame)                 | Aya Komaki   | Yūko Kakihara | Yoshitaka Yashima | 14 de febrero de 2025     | 9.4         |
| 19  | Traición (ウラギリ, Uragiri)               | Aya Komaki   | Yūko Kakihara | Yoshitaka Yashima | 21 de febrero de 2025     | 9.6         |
| 20  | Supremo (ゼンカイ, Zenkai)                 | Aya Komaki   | Yūko Kakihara | Yoshitaka Yashima | 28 de febrero de 2025     | 8.7         |

## Estreno
Se estrenó mundialmente en Tokyo Big Sight el 6 de octubre de 2024, durante el evento Dragon Ball Daimatsuri, que conmemoró el 40 aniversario del manga original. El primer episodio se proyectó tres veces a lo largo del día, y los miembros del elenco estuvieron presentes durante las dos primeras. La serie comenzó su transmisión televisiva en Fuji TV el 11 de octubre de 2024, y el anime se emitió los viernes a las 11:40 p. m. (hora estándar de Japón). El primer episodio es diez minutos más largo que el resto.
Crunchyroll comenzó a transmitir la serie en todo el mundo el 11 de octubre de 2024. Hulu también la transmitió el mismo día en Estados Unidos, así como igualmente lo hizo Claro Video en México, mientras que Netflix la comenzó a transmitir en Asia a partir del 14 de octubre y luego a nivel mundial a partir del 18 de octubre.  Más tarde se confirmó que Max también tendría disponible la serie en Latinoamérica el mismo día que Netflix de forma global.
El 1 de julio de 2025, la serie tuvo un doblaje en español latino, el cual fue estrenado por Crunchyroll y Max.

## Recepción
La serie ha tenido un buen recibimiento por parte del público desde su lanzamiento, elogiando su animación e historia, e incluso aprueban que la animación está mejor lograda que la de la serie de Dragon Ball Super.[cita requerida]
Dragon Ball Daima se convirtió en uno de los animes más vistos durante su emisión en las plataformas digitales. La serie alcanzó el segundo puesto en cuanto a series de habla no inglesa en Netflix, además de llegar al top 10 en varios países asiáticos, incluido el primer puesto en la India.
La serie obtuvo altos índices de audiencia televisiva tras la revelación de la transformación Super Saiyajin 3 de Vegeta. Similarmente, tras el estreno del episodio 18, varios servicios de streaming, incluidos sitios web de piratería, experimentaron caídas de servidores. Los índices de audiencia de la televisión japonesa también subieron tras la emisión del episodio 16, y Daima alcanzó el top 3 en Fuji TV. El aumento de audiencia se atribuyó al hype que rodeó a la batalla con Gomah, a la recién reintroducida transformación Super Saiyajin 4 de Goku y a que la serie se acercaba a su final.
En Rotten Tomatoes, ha tenido una aprobación del 100% de las críticas, con un rating promedio de 7/10. A pesar de su éxito de crítica inicial, la serie tuvo una recepción previa al estreno más desigual. En Screen Rant se afirmaba que la actitud antes de que se emitiera Daima era una mezcla de entusiasmo y temor; sin embargo, ha hecho bien en desmentir sus críticas.

### Premios y nominaciones
| Año  | Premio              | Nominado           | Categoría                                           | Resultado | Ref.          |
| ---- | ------------------- | ------------------ | --------------------------------------------------- | --------- | ------------- |
| 2025 | Astra TV Awards     | Dragon Ball: Daima | Best Anime Series                                   | Ganadora  | [ 54 ] [ 55 ] |
| 2025 | Astra TV Awards     | Stephanie Nadolny  | Best Lead Voice-Over Performance as Son Goku (Mini) | Nominada  | [ 54 ] [ 55 ] |
| 2025 | Kids' Choice Awards | Dragon Ball: Daima | Caricatura favorita                                 | Nominada  | [ 56 ]        |